# Инцидент с Ан-24 в Гамбелле
Инцидент с Ан-24 в Гамбелле — дипломатический инцидент, произошедший 27 февраля 1974 года, когда советский самолёт Ан-24ЛР (ледовой разведки) осуществил вынужденную посадку в американском городе Гамбелл на острове Святого Лаврентия.

## Самолёт
Ан-24ЛР с бортовым номером 47195 (заводской — 07306202, серийный — 062-02) был выпущен заводом Антонова в 1970 году изначально в модификации Ан-24РВ. Затем 18 августа 1971 год на самолёт установили РЛС бокового обзора «Торос», тем самым переделав его в модель Ан-24ЛР, после чего он прошёл испытания, а затем начал эксплуатироваться.

## Посадка
В тот день экипаж выполнял очередной полёт над Беринговым морем, а на его борту находились 3 члена экипажа и 12 учёных. В период Холодной войны, когда самолёты ледовой разведки случайно нарушали государственные границы, их нередко перехватывали американские истребители F-4E. Однако на сей раз возникла несколько иная ситуация: Ан-24 столкнулся с сильным встречным ветром. Оценив имеющийся остаток топлива, экипаж понял, что до Анадырского аэропорта, где базировался самолёт, топлива не хватит. Тогда было принято решение лететь на запасной аэродром Бухта Провидения, но он оказался закрыт по метеоусловиям (туман). В результате экипаж оказался вынужден направиться к ближайшему доступному аэропорту — американскому Гамбелл, расположенному на острове Святого Лаврентия. Уже при заходе на посадку из-за истощения топлива отказал один из двигателей, но на оставшемся работающем двигателе экипаж сумел приземлиться в аэропорту.

## Последствия
Новость о посадке советского самолёта быстро облетела городок Гамбелл, в котором на тот момент проживали 736 человек. Местные жители предоставили экипажу и пассажирам обогреватели и продукты питания. Также вовсю происходил обмен сувенирами, включая часы, монеты, перчатки. О событии жители сообщили правительству в Номе. Находящееся в Вашингтоне советское посольство связалось с Госдепартаментом и Министерством обороны, запросив у них топливо для застрявшего Ан-24. Той же ночью Аляскинское воздушное командование получило указание о необходимом типе авиакеросина (JP-1) и как связаться с командой.
После ряда процедур, на следующий день, 28 февраля, военно-транспортный самолёт C-130 из 17-й эскадрильи тактических воздушных перевозок в 07:00 вылетел с аэродрома базирования и в 10:28 приземлился в аэропорту Анкориджа. Здесь в его 600-галлонный (2271 литров) эластичный топливный бак было залито 900 галлонов (3406 литров) топлива JP-1. Далее в 14:00 самолёт приземлился в Гамбелле. На его борту при этом находился полковник Чарльз Кенингер (англ. Charles E. Koeninger), командир AAC, переводчик и начальник таможни. Увидев военный самолёт, советский экипаж поначалу занервничал, но переводчик бегло объяснил им, что по запросу советского посольства было привезено топливо. Также по просьбе департамента таможни члены экипажа назвали свои имена и должности, но отказались назвать даты рождения.
После заправки, в 19:30 советский Ан-24 взлетел с аэродрома, выполнил круг над городом, махнув крыльями на прощание, после чего направился в западном направлении. Через 10 минут из аэропорта взлетел и C-130.

## Дальнейшая судьба самолёта
Борт 47195 продолжал эксплуатироваться до 2001 года включительно, причём с 1993 года — в Мир НПП. В 2001 году самолёт был отставлен от эксплуатации. По данным на 2012 год, находился на хранении в Пушкинском аэропорту (Ленинградская область).